# 爆斗宣言大钢弹
《爆鬥宣言大鋼彈》（日語：爆闘宣言ダイガンダー）是2001年4月4日至12月26日在东京电视台播出的日本动画，共39集。
該動畫在香港亞洲電視本港台播映時稱為《爆鬥宣言》，臺灣Animax和AXN以《爆鬥宣言大鋼彈》播映。

## 劇情
故事建構在一個架空的世界。這世界流行的競賽方式為，由指揮者操控已方的「戰鬥機械人」進行「機械人對戰」之競賽。
主角曙小明帶著小龍為首的數架夥伴機械人到處遊歷修練，以成為「機械人聯盟冠軍」的目標而努力。

## 登場人物

### 人類
- 曙小明（曙 アキラ）

本作主角。從小的夢想就是能當上機械人聯盟的冠軍，是個個性開朗活潑，熱血滿點的少年。將機械人看作朋友般地對待，與武鬥雄獅為首的戰鬥機械人有著深厚的友誼。
起初與小龍處得不好，但最後卻成了最知心的夥伴。相當熱愛機械人對戰，雖然平時有點脫線，但只要到了對戰場上就會變得格外沉著。
配音：瀧本富士子（日本）、吳小藝（香港）
- 星遙香（星ハルカ）

小明隊的經理，年紀與小明相仿的少女。隊上對戰賽程、日常雜務及保養管理等等大小事都由她包辦。在看過大鋼彈的初戰後，便要求擔任隊上經理，成了最不可或缺的人物。
由於小春經理能力相當優秀，遭到其他公司網羅而離開（第28話：轉職宣言），也因此曾和小明大吵一架，他們這時才明白小春在隊上的重要性。
配音：井端珠里（日本）、陳琴雲（香港）
- 大一博士（ハジメ博士）

小明的爺爺，也是開發出小龍等戰鬥機械人的機械人權威。亦開發了能和夥伴共同成長的「智能系統」。是位喜歡四處流浪冒險的老爺爺，將小明隊交給小春後，便自己搭了火箭出外旅行。
曾和小明說過，他從年輕時就已經開始到處流浪（戰鬥暴龍等機械人似乎就是他在流浪期間所開發製造的）。
配音：麻生智久（日本）、馮志輝（香港）
- 巨頭教授（プロフェッサー・ビッグバン）

反派角色，前期以覆面形式出場的神秘人。製造開發了奇襲為首的戰鬥機械人，以小明隊為攻擊目標。其真實身分是大一博士年輕時的同事兼好友，但如今卻走上歧途。
配音：梁田清之（日本）、陳廷軒（香港）

## 主要登場機械

### 小明隊

#### 大鋼彈隊
- 「燃燒的龍騎士」小龍（「燃える竜騎士」リューグ）

隊中身材最矮小的機械人，和小明同高，騎士造型。但是在小龍小小身體裡，他的智能系統卻能因和小明的心產生共鳴而發揮出極大的力量。
擅長利用速度以及小身體的機動性作戰。必殺技為以快速劍法斬擊敵人的「騎士疾劍（ナイトスラッシュ）」，以及將劍插入地面後，地面迸發出岩漿狀的能源攻擊，造成敵人損傷的「騎士震裂（ナイトクエイク）」。
配音：甲斐田幸（日本）、龍德瓊（香港）
- 「白色的不沉艦」鋼彈（「白き不沈艦」ガンダー）

龍型的支援機械人。以鐵壁般的防禦力自豪。小龍習慣乘坐在牠的背上。
除了可和小龍合體為大鋼彈外，也可分別和武鬥雄獅、戰鬥暴龍合體為雄獅鋼彈、暴龍鋼彈。
配音：梁田清之（日本）

#### 野獸隊
大一博士初期開發的動物型戰鬥機械人。
- 「藍色閃電」武鬥雄獅（「蒼き稲妻」ブライオン/“Bule Flash”B-lion）：稻田徹聲陳廷軒粵語配音

獅子型機械人。隊上誕生時間最早的機械人之一，從小明小時候就陪伴他到現在（似乎格外在意年齡?）。性格成熟穩重，負責調停隊上糾紛，神箭飛鷹和鋼鑽猛鼠都稱他為「大哥」。
通常以動物型態行動，戰鬥時才會變換為戰鬥型態（其他機械人亦同）。必殺技為連續爪擊「雷電獅爪（サンダークロー）」，以及使用由鬃毛部分和尾巴變化而成的大型獅爪來撕裂對手的「旭日獅爪（ライジングクロー）」。
- 「復活的威廉泰爾」神箭飛鷹（「甦るウィリアム・テル」イーグルアロー/“William Wilhelm Tell”Eaglearrow）：千葉一伸聲

老鷹型機械人。擁有戰鬥機械人中的最優秀的射擊能力，其攻擊手段為發射飛箭和與羽毛刀。有著自戀又爛漫的性格，稱自己為帥哥，常會拿「毫無品味」來揶揄鋼鑽猛鼠，兩人常因此鬥嘴。
動物型態時，得意為雙翼前端釋放火焰向對手突擊的「火焰飛翼（ファイヤーウィング）」，必殺技為戰鬥型態時，從右肩上的弓矢發射器射出火焰箭的「火焰神箭（ファイヤーアロー）」。
神箭飛鷹可和武鬥雄獅進行合體攻擊（動物型態），也可和大鋼彈的手臂武裝合體。
PS－威廉·泰爾，14世紀瑞士傳說中的英雄人物，擅長箭術。
- 「地下的狂野小子」鋼鑽猛鼠（「縁の下の暴れん坊」ドリモーグ/“Underground Hooligan”Drimorg）：小野坂昌也聲

鼴鼠型機械人。其輕浮的個性導致他常常失敗。被神箭飛鷹吃定的他，似乎很自卑自己的攻擊招式不如其他人的華麗。主要武器為鑽頭，能輕鬆鑽破20cm厚的鋼板。
必殺技為從胸部放出衝擊波「閃光攻擊（クラッシュバーン）」。擅長地底戰，鋼鑽猛鼠也是個相當優秀的支援機械人。
和武鬥雄獅合體後攻擊力可大幅提升（動物型態），亦可和大鋼彈武裝合體。

#### 恐龍隊
大一博士在旅途中所開發的戰鬥機械人，屬於野獸隊的後輩。
- 「侏儸紀戰士」戰鬥暴龍（「ジュラシックソルジャー」ボーンレックス/“Jurassic Solider”）：置鮎龍太郎聲盧傑群粵語配音

霸王龍型機械人。愛好無拘無束的生活，或許跟長時間的流浪旅途有關。被小明說服而加入小明隊。和武鬥雄獅相同，都是隊上老大哥，且都有著相同的小隊麻煩。幽靈翼龍和三角犄龍稱他為「老大」。
武器為尾巴變形而成的「暴龍巨劍（テールブレード）」，必殺技為灌滿能量的斬擊「暴龍劈斬（ティラノスラッシュ）」。
- 「死神貴族」幽靈翼龍（「死神貴族」デスペクター/“Noble Reaper”）：遠近孝一聲

翼手龍型機械人。平時舉手投足都充滿貴族氣息的幽靈翼龍，只有在戰鬥時會展露出如死神一般令人不寒而慄的殺氣。口頭禪「送你下地獄」。某方面的性格與神箭飛鷹相似。
武器是一支大鐮刀（處刑鐮刀）「翼龍巨鐮（スペクターサイズ）」，必殺技為揮動鐮刀發出衝擊波的「翼龍劈斬（スペクタースラッシュ）」。
可和大鋼彈的手部武裝合體。也可於戰鬥暴龍背部進行武裝合體，但次數較少。
- 「怪力守門者」三角犄龍（「怪力門番」トライホーン/“Superstrength Gatekeeper”）：千葉一伸聲

三犄龍型機械人。只能發出「Torikera」的音節，沒有言語能力。擁有隊上頂尖的腕力。
武器是恐龍型態的頭部所變化而來的三叉戟，但卻極少使用。必殺技為高速連續拳擊「三犄龍暴風拳（トルネードパンチ）」。也常發揮他的怪力作為攻擊手段。
可和大鋼彈進行武裝合體。

### 巨頭教授隊
- 「敵友不明的存在」奇襲（「敵か味方か謎のガンマン」ギンザン）：千葉進步聲

獨角獸型態機械人，出現在小明隊面前的神祕戰士。前期劇情為奉巨頭教授之命，前去阻礙小明隊，而經過與小明隊數場交手後，逐漸轉變心境，多次在小明隊遇到危機時挺身解圍，但隨即逕行離開。
當知道自己和死對頭大鋼彈是同系列戰鬥機械人，一度無法接受，開始思考自身存在的意義。標準的「一匹狼」性格，高傲。對於和猛虎丸、威狼丸組成隊伍感到厭煩。
武器為雙臂變化而成的西部式雙槍「閃光驅槍（ツインリボルバー）」，必殺技為背上雙翼展開後，蒐集大量能量後釋放的「終極左輪（ァイナルリボルバー）」。根據同一變形系統，能和大鋼彈武裝合體為「龍之左輪」型態。
另外，與小明隊機械人差異在於，基本型態為戰鬥模式，反倒是有時需要戰鬥或是高速移動，會變成動物模式。
- 「機動大盜賊」猛虎丸（「機動大盗賊」タイガマル）：神奈延年聲

老虎型態機械人，由大爆炸公司重新製作。說話有著歌舞伎口吻，個性驕傲。基本上與威狼丸搭檔行動，目標為阻礙小隊明隊一行人。擅長製作奇異的道具。
武器為尾巴變化而成的「大牙劍（タイガ剣）」，必殺技為將甩動大牙劍，製造出龍捲狀的強大能量波攻擊「大牙龍捲風（タイガ竜巻斬り）」。
可和威狼丸進行二機合體。本作未登場，但是玩具方面而言，猛虎丸可和大鋼彈武裝合體。
- 「機動忍法者」威狼丸（「機動忍法帳」ロウガマル）：檜山修之聲

野狼型態機械人，由大爆炸公司重新製作。擅長以忍者方式進行隱密作戰，但基本上與威狼丸搭檔行動，目標為阻礙小隊明隊一行人。使用太刀、忍術為主要戰鬥方式。
武器為從尾部脫離的「狼牙劍（ロウガ剣）」，必殺技為揮舞狼牙劍，製造出能量波攻擊撕裂對手的「威狼三日月斬（ロウガ三日月斬り）」。
可和猛虎丸進行二機合體。本作未登場，但是玩具方面而言，威狼丸可和大鋼彈武裝合體。

### 龍之王者隊
- 「傳說的暗黑獸」龍之王者（「伝説の暗黒獣」ドラゴバースト）：若本規夫聲

飛龍型機械人。由大一博士和巨頭教授當初所屬的研究室所製造，並且搭載多年前所開發之原型智能系統。但由於系統發生暴走，便與龍之冰霜、龍之火焰一起消失了身影。
而在研究室崩壞荒廢後，一度回到僅剩殘骸的研究室，等待著有相同系統的夥伴誕生。擁有極高智慧和思考能力的龍之王者，相當嫌惡人類，有著創建一個機械人帝國的野心。
然而，在與小明隊數次交手後，受到小明的言語以及心情的感化，決定洗心革面。
不使用任何武器，因龍之王者擁有戰鬥機械人中最強的戰鬥能力。主要必殺技為收縮能量球後，連續施放的「龍之黑洞（バーストブラックホール）」以及將能量集中在手部釋放的「龍之肘擊（バーストナックル）」。
變成飛龍型態時，其強健的身軀可使龍之王者直接穿越大氣層。也有從大氣層外發動能量波攻擊的情況。龍之王者是本作中最原始的戰鬥機械人類型，不過因為有著和大鋼彈相同的連動系統，可進行武裝合體。
- 「從風雪中誕生的冷血賢者」龍之冰霜（「吹雪が生んだ冷血賢者」ドラゴフリー）：神奈延年聲

「從岩漿中誕生的熱血劍士」龍之火焰（「マグマが生んだ熱血剣士」ドラゴフレイム）：千葉進步聲
飛龍型機械人。約莫30年前就被開發出來，由於是初代機械人，言語功能被簡略化。兩者為兄弟機械人，故外型及能力共同點多。主要是為了支援龍之王者而設計。
除了龍型態，還能變換為兵器型態：龍之冰霜可變換為盾型態的「冰霜護盾（ブリザードシールド）」，龍之火焰可變換為劍型態的「火焰軍刀（フレイムセイバー）」。
由於本身機身並未設計為可與大鋼彈連動，進行武裝合體，所以護盾和軍刀由大鋼彈以手持的方式使用。龍之冰霜和龍之火焰可進行二機合體。
故事後期被龍之王者使用過度而暴走，大一博士將其回收並重新開發設計，最後納入了小明隊的陣容之中。

## 合體變形
- 「爆鬥王」大鋼彈（「爆闘王」ダイガンダー）：梁田清之聲

第2話《合体宣言! 天下無敵の爆闘王!!》初登場。小龍與鋼彈合體後的型態。個性較為沉默寡言，和小龍恰恰相反。
武器為鋼彈頭部變形而成的「龍之劍（ドラゴンソード）」以及裝備在雙肩上的加農砲「龍之加農（ドラゴンキャノン）」。
而在龍之冰霜及龍之火焰加入陣中後，大鋼彈在裝備了冰霜護盾及火焰軍刀後，可使出必殺技「龍之爆擊（ドラゴンバスター）」。
- 「格鬥王」雄獅鋼彈（「格闘王」ダイガライオン）：稻田徹聲

第4話《命名宣言! 格闘王ダイガライオン!!》初登場。武鬥雄獅與大鋼彈合體後的型態，系統及外型以武鬥雄獅為主。
機動性高，擅長速度戰。武器為獅爪和武鬥雄獅下半部合體而成的「雷牙激鬥爪（雷牙激闘爪）」，並以激鬥爪使出各式得意技。
必殺技為與神箭飛鷹及鋼鑽猛鼠於雙手武裝合體後，從飛鷹口中及猛鼠的鼻端所射出的強力能量彈「雄獅鋼彈破壞砲（ダイガライオンビーム）」。
「格鬥王」之名，由雄獅鋼彈初戰對手所封。
- 「劍鬥王」暴龍鋼彈（「剣闘王」ダイガレックス）：置鮎龍太郎聲

第12話《無双宣言! 剣闘王ダイガレックス見参!!》初登場。戰鬥暴龍與大鋼彈合體後的型態，系統及外型以戰鬥暴龍為主。
戰鬥方式以劍技為主。武器為暴龍巨劍和戰鬥暴龍下半部合體而成的「裂空獸斬劍（裂空獣斬剣）」。
必殺技為與幽靈翼龍及三角犄龍於雙手武裝合體後，從戰鬥暴龍恐龍模式的口中放射的火炎攻擊「暴龍鋼彈火炎（ダイガレックスファイヤー）」。
- 「衝擊的四機驅動」百萬貝克斯（「衝撃の4体駆動」メガベックス）

第7話《対抗宣言! 奇跡のメガベックス!》初登場，神箭飛鷹、鋼鑽猛鼠、幽靈翼龍、三角犄龍合體後的大型機械人。
為了解救陷入困境的小明，四架機體的心合而為一引發的新型態（也可說是「突如其來的四機合體」）。橫衝直撞是主要戰鬥方式。雖然前期就出現了這意外的合體，但登場次數並不多。
主因為四機合體對驅動系統負擔過大，無法維持長時間的合體狀態。因此，為了避免長時間合體造成的機能耗損，總在合體後的短時間內使出必殺技破壞對手。
順帶一提，百萬貝克斯的合體曾為KABAYA商品的食玩（玩具結構上不可能再現）。
- 「機動二刀流」雙刃牙（「機動二刀流」ダブルファング）

猛虎丸與威狼丸「上下合體」後的型態。若猛虎丸在上，即為猛虎刃牙；反之，威狼丸在上，即為威狼刃牙。十分靈活地運用此種戰術進行攻擊，但似乎成效不彰（汗）。
各自的必殺技為升級版的「大牙龍捲風」、「威狼三日月斬」。
- 「傳說的爆鬥神」龍之大鋼彈（「伝説の爆闘神」ドラゴンダイガンダー）

大鋼彈和龍之王者雙機合體而成的究極機械人。由於兩架機體的智能系統進行完全同步，故可發揮出無窮無盡的力量。龍之冰霜及龍之火焰也可成為武器裝備。
擁有雙重型態：以四腳移動，機動力優異的「人馬型態」；人形，以強大威力自豪的「熾熱型態」。必殺技為雙機的系統與小明的心合為一體時同時發出的「龍之蓋亞砲（ドラゴンノヴァ）」。
初次合體時由龍之王者主導強制與大鋼彈合體，並攻擊了小明等人。而後，靠著小明與大鋼彈（小龍）之間友情的羈絆，成功使大鋼彈分離。
在這之後，並沒有合體的機會。直到最終戰時，兩機靠著自我意識合體，打倒了由巨頭教授操縱最強最大的敵人「巨龜要塞（テンコンスリポン）」。
可稱之為「巨大合體」的龍之大鋼彈，在本作中只進行了4次合體。在動畫中比龍之大鋼彈的「巨大合體」還少的，有《勇者指令》的超級火焰達古王（3次）和《大空魔龍LOD》的骸骨王・巨・大（同樣3次），由於合體風險高及飛行能力負擔重，限制了合體次數。但龍之大鋼彈是主角和勁敵強制合體的狀況，這也是合體次數少的原因。最終戰役，由於龍之王者敞開心房，而與大鋼彈同心合體共同對抗敵人。
- 「黑色閃電」王者雄獅（「黒き稲妻」バーストライオン）

龍之王者釋放出洗腦電波操縱武鬥雄獅，強制進行合體後的型態。
必殺技為運用其堅韌的機體進行猛撞攻擊的「雄獅炸裂（ライオダイナマイト）」。
- 「闇黑侏儸紀」王者暴龍（「ジュラシックダーク」バーストレックス）

龍之王者釋放出洗腦電波操縱戰鬥暴龍，強制進行合體後的型態。
必殺技為從暴龍口中放出等離子彈的「暴龍等離子砲（レックスプラズマ）」。

## 制作
- 原案：石川裕人
- 系列構成：藤田伸三
- 美术監督：網田有章
- 色彩設定：歌川律子、森博行
- 攝影：齊藤惠、關根保浩
- 助監督：佐藤豐
- 编集：關一彦
- 音響监督：岩浪美和
- 音響效果：川幸良
- 音響制作：HALF H・P STUDIO
- 音樂：岩崎文纪
- 監督：矢野博之
- 制作：東京電視台、NAS

## 主题歌
片頭曲
「爆闘宣言! ダイガンダー」
- 作词：吉元由美，作曲：小杉保夫，编曲：林有三，歌：远藤正明

片尾曲
「We are the Heroes」
- 作词：吉元由美，作曲：小杉保夫，编曲：山本健司，歌：北谷洋

插入曲
「GET A VICTORY!」
- 作词、作曲：高取秀明，编曲：龍島裕昌，歌：远藤正明

「BURNING HEART」
- 作词、作曲、编曲：石川慧樹，歌：北谷洋

## 各集标题
| 播放日期   | 話數 | 原文標題                               | 中文標題                               | 腳本     | 分鏡                   | 演出               | 動畫監督                 |
| 2001.04.04 | 01   | 初陣宣言! 燃える竜騎士登場!!           | 初陣宣言! 燃燒的龍騎士登場!!           | 藤田伸三 | 矢野博之               | 佐藤豐             | 阿部航                   |
| 2001.04.11 | 02   | 合体宣言! 天下無敵の爆闘王!!           | 合體宣言! 天下無敵的爆鬥王!!           | 藤田伸三 | 矢野博之               | 福本潔             | 木下由紀                 |
| 2001.04.18 | 03   | 宿敵宣言! 謎の狙撃手ギンザン!!         | 宿敵宣言! 謎樣的狙擊手奇襲!!           | 藤田伸三 | 矢野博之               | 岡尾貴洋           | 岡村正弘                 |
| 2001.04.25 | 04   | 命名宣言! 格闘王ダイガライオン!!       | 命名宣言! 格鬥之王鋼彈雄獅!!           | 藤田伸三 | 日卷裕二               | 日卷裕二           | 田村一彥、田中良         |
| 2001.05.02 | 05   | 捜索宣言! 消えたダイガンダー!!         | 搜索宣言! 消失的大鋼彈!!               | 藤田伸三 | 松園公                 | いとがしんたろー   | 斉藤タロヲ               |
| 2001.05.19 | 06   | 守護宣言! 恐竜軍団出現!!               | 守護宣言! 恐龍軍團現身!!               | 藤田伸三 | 松園公                 | 三浦進也           | 田村一彥、田中良、阿部航 |
| 2001.05.16 | 07   | 対抗宣言! 奇跡のメガベックス!          | 對抗宣言! 奇蹟的百萬貝克斯!!           | 藤田伸三 | いとがしんたろー       | 福本潔             | 木下由紀、斉藤タロヲ     |
| 2001.05.23 | 08   | 不屈宣言! 孤高のボーンレックス!!       | 不屈宣言! 孤傲的戰鬥暴龍!!             | 福嶋幸典 | 岡尾貴洋               | 下田久人           | 岡村正弘                 |
| 2001.05.30 | 09   | 成長宣言! コマンダーの条件!!           | 成長宣言! 指揮者的條件!!               | 藤田伸三 | 日卷裕二               | 日卷裕二           | 田村一彥                 |
| 2001.06.06 | 10   | 災難宣言! 幽霊洞窟の怪!!               | 災難宣言! 幽靈洞窟的鬼怪!!             | 谷村典子 | 西森章                 | 冨永恒雄           | 木下由紀                 |
| 2001.06.13 | 11   | 流行宣言! これがバトロボ最新モード!!   | 流行宣言! 這就是戰鬥機械人的最新模式!! | 福嶋幸典 | 江口摩吏介             | 佐藤豐             | 阿部航、田村一彥         |
| 2001.06.20 | 12   | 無双宣言! 剣闘王ダイガレックス見参!!   | 無雙宣言! 劍鬥王鋼彈暴龍參上!!         | 藤田伸三 | 小林智樹               | 三浦進也           | 阿部航、田村一彦、田中良 |
| 2001.06.20 | 13   | 覆面宣言! バトロボXは誰だ!?            | 覆面宣言! 戰鬥機械人X是誰!?            | 藤田伸三 | 下田久人               | 下田久人           | 遺木内、六周和久禮       |
| 2001.07.04 | 14   | 暗躍宣言! 盗賊忍法帳!!                 | 暗躍宣言! 盜賊忍法帳!!                 | 藤田伸三 | 谷口悟朗               | 日卷裕二           | 田村一彦、田中良         |
| 2001.07.11 | 15   | 仰天宣言! ドリモーグが飛んだ日!!       | 仰天宣言! 鋼鑽猛鼠飛天之日!!           | 福嶋幸典 | 三浦進也               | ひいろゆきな       | 阿部航                   |
| 2001.07.18 | 16   | 救出宣言! 捕らわれた王様を救え!!       | 救出宣言! 拯救被俘虜的國王!!           | 藤田伸三 | 西森章                 | 山內東生雄         | 木下由紀、昆進之介       |
| 2001.07.25 | 17   | 熱愛宣言! 恋のオーロラ物語!!           | 熱愛宣言! 戀愛的歐若拉物語!!           | 真島浩一 | 大西景介               | 岸誠二             | 松吉幸太郎               |
| 2001.08.01 | 18   | 発明宣言! 僕は天才メカニシャン!!       | 發明宣言! 我是天才科學家!!             | 福嶋幸典 | 雄谷將仁、小林智樹     | 雄谷將仁           | 田村一彦、阿部航         |
| 2001.08.08 | 19   | 偽者宣言! 燃えろサボット!!             | 偽者宣言! 燃燒的薩波托!!               | 藤田伸三 | 島崎奈奈子             | 矢垂依幹           | 亂英保                   |
| 2001.08.15 | 20   | 特訓宣言! 嵐を呼ぶ決勝戦!!             | 特訓宣言! 呼喚暴風雨的決戰!!           | 藤田伸三 | 日卷裕二               | 淺見松雄           | 田中良                   |
| 2001.08.22 | 21   | 自立宣言! コマンダ－への道!!           | 自立宣言! 指揮者之道!!                 | 真島浩一 | 日卷裕二               | 佐藤豐             | 大久保修                 |
| 2001.08.29 | 22   | 忘却宣言! 失われた記憶!!               | 忘卻宣言! 失去的記憶!!                 | 福嶋幸典 | ひいろゆきな           | 鈴木幸雄           | 韓永勲                   |
| 2001.09.05 | 23   | 伝説宣言! 暗黒獣ドラゴバースト誕生!!   | 傳說宣言! 暗黑獸龍之王者誕生!!         | 藤田伸三 | 西森章                 | 雄谷將仁           | 田村一彦、田中良         |
| 2001.09.12 | 24   | 離脱宣言! また会う日まで!!             | 離脫宣言! 再會的那一天!!               | 米村正二 | 矢垂依幹               | 矢垂依幹           | 亂英保                   |
| 2001.09.19 | 25   | 発覚宣言! ビッグバンの正体!!           | 發覺宣言! 大爆炸的真面目!!             | 米村正二 | 谷口悟朗               | 淺見松雄           | 阿部航                   |
| 2001.09.26 | 26   | 真相宣言! 大宇宙の大決闘!!             | 真相宣言! 大宇宙之大決鬥!!             | 藤田伸三 | 谷口悟朗、ひいろゆきな | 淺見松雄、雄谷將仁 | 阿部航                   |
| 2001.10.03 | 27   | 挑戦宣言! 新しい仲間たち!!             | 挑戰宣言! 新的夥伴!!                   | 藤田伸三 | 日卷裕二               | 日卷裕二           | 田村一彥                 |
| 2001.10.10 | 28   | 転職宣言! ハルカは一流マネージャー!!   | 轉職宣言! 小春是一流經理人!!           | 真島浩一 | おおそ独犬             | 淺見松雄           | 岡本智                   |
| 2001.10.17 | 29   | 根性宣言! 鬼コマンダーの絆!!           | 根性宣言! 幽靈指揮者的羈絆!!           | 福嶋幸典 | 谷口悟朗               | 雄谷將仁           | 韓永勲                   |
| 2001.10.24 | 30   | 回憶宣言! ブライオン対ダイガンダー!!   | 回憶宣言! 武鬥雄獅對大鋼彈!!           | 藤田伸三 | ひいろゆきな           | 淺見松雄           | 阿部航                   |
| 2001.10.31 | 31   | 開眼宣言! ボーンレックス修行中!!       | 開眼宣言! 戰鬥暴龍修行中!!             | 福嶋幸典 | 大原實                 | 山內東生雄         | 田中良                   |
| 2001.11.07 | 32   | 決着宣言! ギンザン対ダイガンダー!!     | 決著宣言! 奇襲對大鋼彈!!               | 福嶋幸典 | 谷口悟朗               | 雄谷將仁           | 韓永勲                   |
| 2001.11.14 | 33   | 大名宣言! 機動捕物帳!!                 | 大名宣言! 機動捕物帳!!                 | 真島浩一 | 日卷裕二               | 淺見松雄           | 阿部航、田村一彦         |
| 2001.11.21 | 34   | 策略宣言! ダイガンダー強奪計画!!       | 策略宣言! 大鋼彈強奪計畫!!             | 藤田伸三 | ひいろゆきな           | 日卷裕二           | 田中良                   |
| 2001.11.28 | 35   | 対決宣言! ビッグバン対ドラゴバースト!! | 對決宣言! 大爆炸對龍之王者!!           | 藤田伸三 | 谷口悟朗               | 雄谷將仁           | 阿部航、田村一彦         |
| 2001.12.05 | 36   | 発掘宣言! 伝説のタイタンクラウザー!!   | 發掘宣言! 傳說的泰坦克勞薩!!           | 福嶋幸典 | 谷口悟朗、ひいろゆきな | 淺見松雄           | 韓永勲                   |
| 2001.12.12 | 37   | 突撃宣言! 暗黒獣の秘密要塞!!           | 突擊宣言! 暗黑獸的秘密要塞!!           | 藤田伸三 | 谷口悟朗、日卷裕二     | 雄谷將仁           | 阿部航、田村一彦         |
| 2001.12.19 | 38   | 爆発宣言! ダイランド最後の日!!         | 爆發宣言! 大地末日!!                   | 藤田伸三 | 谷口悟朗、日卷裕二     | 淺見松雄           | 韓永勲                   |
| 2001.12.26 | 39   | 未来宣言! 無敵のクラスターパワー!!     | 未來宣言! 無敵的巨龜要塞!!             | 藤田伸三 | 谷口悟朗               | 佐藤豐             | 阿部航、田村一彦、田中良 |

## 作品的變遷
日本
| 東京電視台 星期五18:00節目 | 東京電視台 星期五18:00節目                       | 東京電視台 星期五18:00節目 |
| -------------------------- | ------------------------------------------------ | -------------------------- |
|                            | 爆鬥宣言大鋼彈 （2001年4月4日 - 2001年12月26日） |                            |
| 電腦冒險記                 | 變形金剛：微型傳說                               |                            |